# Eilema lenta
Eilema lenta là một loài bướm đêm thuộc phân họ Arctiinae, họ Erebidae.